# El raig de lluna
El raig de lluna és una de les llegendes més importants i destacades del llibre de Gustavo Adolfo Bécquer Rimas y leyendas. Va ser escrita entre el 12 i 13 de febrer de 1862.
1. 1. RESUM DE L'ARGUMENT:

Aquesta llegenda ens explica la vida d'un home, Manrique, molt tancat en si mateix, que era un noble que apreciava la soledat molt. Li encantava la poesia i per això mateix el seu caràcter solitari li permetia pensar i poder remoure la seva ment. Una nit càlida d'estiu va veure com una dona es dirigia al monestir dels Templers; ell la va seguir i va intentar encalçar-la i parlar amb ella, però malgrat tots els seus intents no va aconseguir encalçar-la fins que va arribar a la que ell va suposar que era la seva casa. Però, quan va tocar la porta i va preguntar qui hi vivia, la persona que li va obrir li va dir que era la casa d'Alonso de Valdecuellos, que era el munter major del rei, i que vivia sol. Passat un temps, va tornar a veure-la des del seu balcó i la va tornar a seguir, però molt més de prop, i així va poder adonar-se que el que veia era un raig de lluna pel mig del bosc, al qual li donava veu el vent que xocava contra els arbres. Això va portar el nostre protagonista a una gran melancolia pensant que la vida era un engany i l'amor era un simple raig de lluna.
1. 2. TEMA:

L'amor idealitzat.
1. 3. DIVISIÓ DE L'OBRA:

Introducció, sis apartats i un epíleg.
1. 4. TIPUS DE TEXT:

És una llegenda soriana. Pot ser un conte o una història, són experiències d'un senyor. Part de l'obra pertany a una llegenda popular, però hi ha una part inventada. En aquesta apareix la narració; no hi ha descripció (el paisatge, l'arquitectura, la vegetació...), i hi podem observar una forma de diàleg en què Manrique parla amb si mateix.
1. 5. MARC EN QUE S'INTEGRA L'OBRA:

Va poder haver estat una novel·la molt llarga en el passat, però ell ha fet un relat curt per publicar-lo en un periòdic, com a ell li agrada.
1. 6. PERSONATGES:

Principals: Manrique, jove noble, solitari, poeta i somiador; somia amb la bellesa de les dones. Secundaris: Alonso de Valdecuellos, munter vell del rei, que viu sol i està malalt.
1. 7. TEMPS:

L'acció se situa en l'edat mitjana.
1. 8. ESPAI:

Tota l'obra transcorre a Sòria: en el riu Duero, en els Templers i en l'ermita de Sant Saturi (barri de Sant Joan).